# Trogia
Trogia là một chi nấm trong họ Marasmiaceae, thuộc bộ Agaricales. Danh pháp khoa học của chi được đặt theo tên nhà nghiên cứu người Thụy Sĩ, Jacob Gabriel Trog. Chi nấm hiện có khoảng 20 loài, phân bố rộng rãi ở khu vực nhiệt đới.

## Miêu tả
Thể quả của nấm trở nên cứng khi khô, nhưng có thể sống lại nếu được làm ẩm. Nấm phát triển trên các loại thân gỗ mục.

## Môi trường sống và phân bố
Các loài trong chi được tìm thấy ở các khu vực thuộc vành đai khí hậu nhiệt đới và cận nhiệt. Loài Trogia cantharelloides phân bố rộng rãi ở Trung và Nam Mỹ, đã có ghi nhận loài này xuất hiện ở Puerto Rico, Cuba và các nơi khác.

## Danh sách các loài
Cuốn Từ điển về Nấm ("Dictionary of the Fungi", tái bản lần thứ 10, năm 2008) ước tính chi có khoảng 20 loài. Tính đến tháng 9 năm 2015, Index Fungorum công nhận tổng cộng 74 loài sau thuộc về chi Trogia:
- Trogia alba
- Trogia aphylla
- Trogia aplorutis
- Trogia aquosa
- Trogia aurantiphylla
- Trogia borneoensis
- Trogia brevipes
- Trogia buccinalis
- Trogia calyculus
- Trogia cantharelloides
- Trogia carminea
- Trogia caryotae
- Trogia ceraceomollis
- Trogia cervina
- Trogia cinerea
- Trogia crinipelliformis
- Trogia cyanea
- Trogia delicata
- Trogia diminutiva
- Trogia exigua
- Trogia fuliginea
- Trogia fulvochracea
- Trogia furcata
- Trogia fuscoalba
- Trogia fuscolutea
- Trogia fuscomellea
- Trogia ghesquierei
- Trogia grisea
- Trogia hispidula
- Trogia holochlora
- Trogia icterina
- Trogia impartita
- Trogia inaequalis
- Trogia lilaceogrisea
- Trogia limonosporoides
- Trogia macra
- Trogia mammillata
- Trogia mellea
- Trogia mycenoides
- Trogia nigrescens
- Trogia nitrosa
- Trogia ochrophylla
- Trogia octava
- Trogia odorata
- Trogia omphalinoides
- Trogia pallida
- Trogia papillata
- Trogia papyracea
- Trogia pleurotoides
- Trogia polyadelpha
- Trogia primulina
- Trogia raphanolens
- Trogia revoluta
- Trogia rivulosa
- Trogia rosea
- Trogia rubida
- Trogia seriflua
- Trogia silvae-araucariae
- Trogia silvestris
- Trogia straminea
- Trogia subdistans
- Trogia subgelatinosa
- Trogia subglobospora
- Trogia sublateralis
- Trogia subrufescens
- Trogia subtomentosa
- Trogia subtranslucens
- Trogia subviridis
- Trogia tenax
- Trogia tricholomatoides
- Trogia umbonata
- Trogia umbrinoalba
- Trogia venenata
- Trogia violaceogrisea